# جيمس ريني
جيمس ريني هو ممثل كندي، ولد في 18 أبريل 1890 في تورونتو في كندا، وتوفي في 31 يوليو 1965 في نيويورك في الولايات المتحدة بسبب مرض.

## أعمال

### أفلام
- (1942) الآن - لنسافر
- (1944) ويلسون

## وصلات خارجية
- جيمس ريني على موقع IMDb (الإنجليزية)
- جيمس ريني على موقع قاعدة بيانات برودواي على الإنترنت (الإنجليزية)
- جيمس ريني على موقع قاعدة بيانات الفيلم (الإنجليزية)